# Törlspitze
La Törlspitze est une montagne qui s’élève à 3 052 m d’altitude dans les Hohe Tauern, en Autriche.